# برفدانه کخ
برای کاربردهای دیگر برف‌دانه (ابهام‌زدایی) را ببینید

برفدانه کخ با هفت مرحلهٔ تکرار

برفدانه کُخ یک خم ریاضی است که در عینِ پیوستگی در همهٔ نقاط در هیچ نقطه‌ای مشتق‌پذیر نیست. این خم از نخستین نمونه‌های فراکتال(برخال‌ها) بوده و در مقاله‌ای از ریاضیدان سوئدی هلگه فون کُخ در سال ۱۹۰۴ معرفی شده است.
محیط =3×(4/3)به توان n
n:شماره مرحله. 